# بی‌کلام (فیلم ۱۹۹۴)
بی‌کلام (به انگلیسی: Speechless) فیلمی محصول سال ۱۹۹۴ و به کارگردانی ران آندروود است. در این فیلم بازیگرانی همچون مایکل کیتون، جینا دیویس، بانی بدیلیا، ارنی هادسون، چارلز مارتین اسمیت، گایلارد سارتاین، کریستوفر ریو، ری بیکر، میچل رایان، ویلی گارسون، هری شیرر، استیون رایت، جودی کارلیسل ایفای نقش کرده‌اند.